# Horton-cum-Studley
Horton-cum-Studley est une paroisse civile et un village de l'Oxfordshire, en Angleterre.